# Komercijalna banka
Komercijalna banka a.d., Beograd ist eine serbische Bank mit Hauptsitz in Belgrad. Sie ist an der Börse Belgrad im BELEX15 Index gelistet.
Sie hat ein Netz von über 251 Niederlassungen in ganz Serbien. Sie ist auch der Gründer und 100%iger Inhaber der Komercijalna banka Budva, die in Montenegro tätig ist. Die Bank ist auch in Bosnien-Herzegowina durch ihre lokale Tochtergesellschaft Komercijalna banka Banja Luka tätig, die 2006 gegründet wurde.
Die zwei größten Anteilseigner der Bank waren die Regierung von Serbien mit 42,6 % und die Europäische Bank für Wiederaufbau und Entwicklung mit 25 %.
Am 30. Dezember 2020 übernahm die slowenische Nova Ljubljanska banka 83,2 % des Unternehmens.